# Jack Copeland

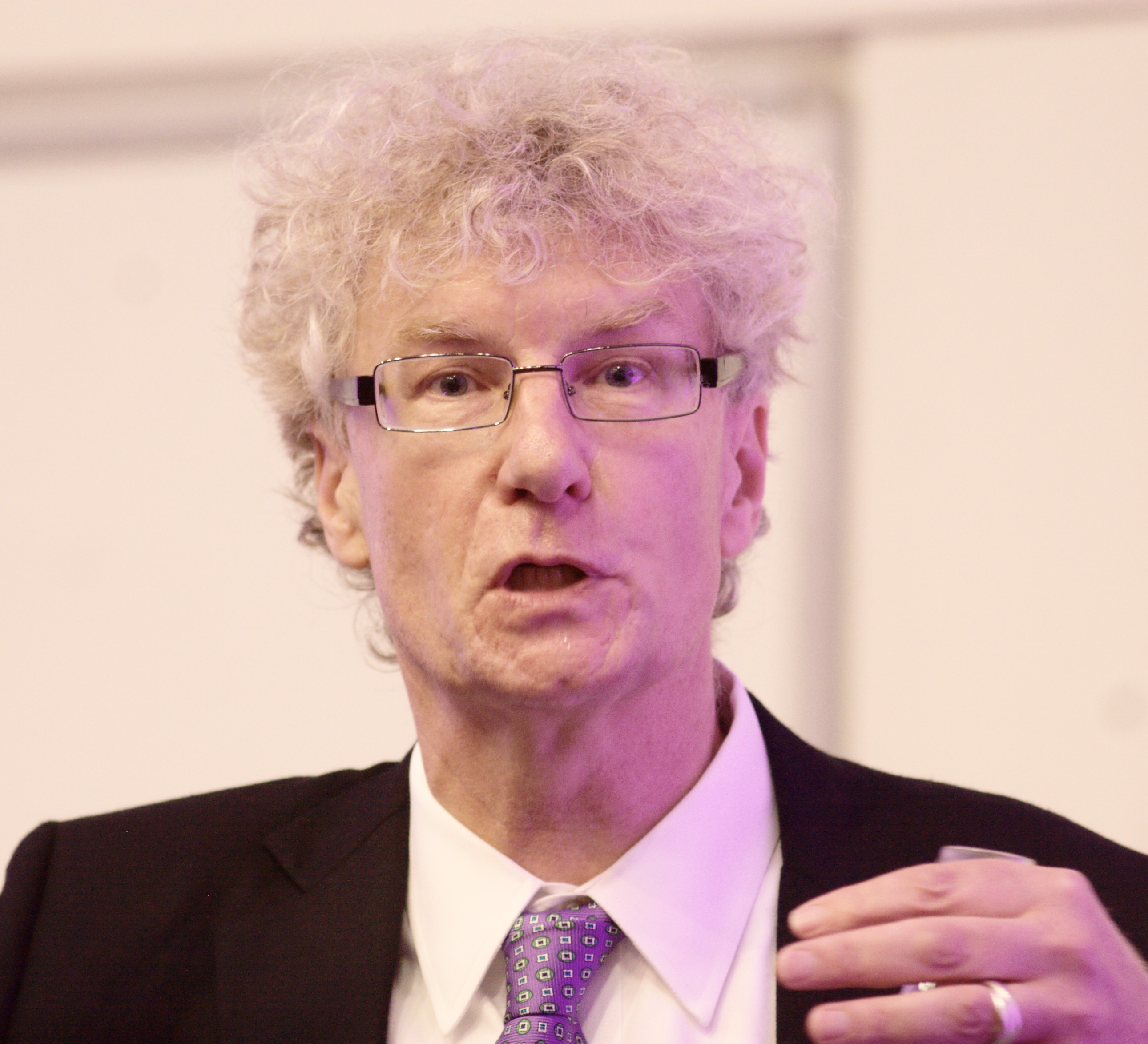
Jack Copeland en 2012.

Jack Copeland (nacido en 1950) es profesor de filosofía en la Universidad de Canterbury (Nueva Zelanda).
Recibió su D.Phil y B.Phil en filosofía de la Universidad de Oxford en 1979 por sus investigaciones sobre lógica modal y no-clásica. Es director del Archivo Turing para la Historia de la computación (enlace roto disponible en Internet Archive; véase el historial, la primera versión y la última). en Canterbury (Nueva Zelanda) donde esta desde 1985 y es decano de la escuela de filosofía y estudios religiosos. 
También ha escrito varios libros sobre Turing.

## Libros
- Inteligencia Artificial: Una introducción filosófica (1993)
- Alan Turing's Automatic Computing Engine: The Master Codebreaker's Struggle to Build the Modern Computer (Oxford University Press, 2005)
- Logic and Reality Essays on the Legacy of Arthur Prior (Oxford University Press, 1996)
- The Essential Turing (Oxford University Press, 2004)
- Colossus: The Secrets of Bletchley Park's Codebreaking Computers (Oxford University Press, 2006)

- Datos: Q327637
- Multimedia: Jack Copeland / Q327637